# Andelot-en-Montagne
Andelot-en-Montagne é uma comuna francesa na região administrativa de Borgonha-Franco-Condado, no departamento de Jura. Estende-se por uma área de 12,48 km². Em 2010 a comuna tinha 523 habitantes (densidade: 41,9 hab./km²).